# John Hatch (pallavolista)
John Thomas Hatch (Mesa, 12 febbraio 1996) è un pallavolista statunitense, schiacciatore del Giesen.

## Carriera

### Club
La carriera di John Hatch inizia nei tornei scolastici dell'Arizona, a cui partecipa con la Mesa HS. Dopo il diploma entra a far parte della squadra universitaria della UC Los Angeles, partecipando alla NCAA Division I dal 2015 al 2018, raggiungendo due volte la Final-7, in cui disputa una semifinale e una finale durante il suo senior year.
Nella stagione 2018-19 firma il suo primo contratto professionistico con l'Al-Ahly Doha, nella Qatar Volleyball League, mentre nella stagione seguente approda in 1. Bundesliga con lo Charlottenburg, conquistando la Supercoppa tedesca e la coppa nazionale. Per il campionato 2020-21 approda a Israele, dove difende i colori del Maccabi Tel Aviv, in Volleyball Premier League, e vince una coppa nazionale e due scudetti. 
Dopo aver iniziato la stagione 2022-23 con gli svizzeri del Losanna UC, in Lega Nazionale A, nel gennaio 2023 si trasferisce nella formazione estone del Võru, con cui è di scena sia nella Baltic Volleyball League che nella Eesti Meistrivõistlused. Nella stagione seguente torna invece nel massimo campionato tedesco, grazie all'ingaggio del Giesen.

### Nazionale
Fa parte della nazionale statunitense Under-21 che nel 2015 si aggiudica la medaglia d'argento alla Coppa panamericana e partecipa al campionato mondiale. 
Nel 2018 debutta in nazionale maggiore in occasione della Coppa panamericana, conquistando in seguito la medaglia d'argento alla NORCECA Champions Cup 2019.

## Palmarès

### Club
- Campionato israeliano: 1

2020-21
- Coppa di Germania: 1

2019-20
- Coppa d'Israele: 1

2020-21
- Supercoppa tedesca: 1

2019

### Nazionale (competizioni minori)
- Coppa panamericana under 21 2015
- NORCECA Champions Cup 2019